# R-14 Tjusovaja
R-14 Tjusovaja (NATO-rapporteringsnamn: SS-5 Skean) var en sovjetisk kärnvapenbärande ballistisk medeldistansrobot. Den 1 januari 1962 ingick det första robotregementet i Sovjetunionens kärnvapenberedskap.
Roboten började ersättas av RSD-10 Pioner mellan 1978 och 1983, för att tas ur tjänst helt 1984.